# Thutmosis (Wesir, 18. Dynastie)
Thutmosis war ein hoher altägyptischer Beamter aus der Zeit des Neuen Reiches. Er war unterägyptischer Wesir und amtierte wahrscheinlich unter Amenophis II. Wesire waren die wichtigsten Beamten im ägyptischen Staat. Seit der 18. Dynastie war das Amt des Wesirs zweigeteilt. Ein Wesir amtierte in Theben und war für Oberägypten zuständig. Der andere Wesir amtierte in Memphis und sein Amtsbereich war Unterägypten.
Thutmosis ist von einer Stele bekannt, auf der er sitzend dargestellt ist. Vor ihm steht sein Sohn, der Wab-Priester des Ptah war und Amenhotep hieß. Die Stele stammt aus der Sammlung von Lord Nugent, der in Ägypten war, aber nicht weiter südlich als Sakkara reiste, womit wahrscheinlich ist, dass er die Stele im Norden des Landes kaufte und sie aus Sakkara stammt, womit Thutmosis ein nördlicher Wesir war.